# Wall (Unix)
wall est une commande Unix abréviation de « Write to all », qui affiche un message à tous les utilisateurs connectés.

## Exemples
```
$
 
echo
 
Attention,
 
je
 
redémarre
 
le
 
serveur
 
|
 
wall

```